# Heilanstalt Kosmonosy
Die Heilanstalt Kosmonosy (Psychiatrická léčebna Kosmonosy, abgekürzt PL Kosmonosy, ab 2013 Psychiatrisches Krankenhaus Kosmonosy - Psychiatrická nemocnice Kosmonosy, PN Kosmonosy) in Kosmonosy (deutsch: Kosmanos), Tschechien, ist die zweitälteste psychiatrische Einrichtung in Böhmen (nach der nicht mehr existenten psychiatrischen Anstalt im Kloster St. Katharina in Prag, die 1822 eröffnet wurde).

## Geschichte
Die Anstalt wurde in einem nicht mehr benötigten Kloster errichtet. Der Umbau wurde 1866 angeregt und beschlossen, bereits am 27. April 1869 wurden die ersten 51 männlichen Patienten aufgenommen, kurz danach gab es 282 Plätze, zuerst nur für Männer. 1871 waren es dann 394 Plätze, darunter 112 für Frauen, 1891 dann bereits 969 Betten für Patienten. Bis etwa 1912 stieg die Zahl der Patientenbetten auf 1139 Plätze (714 für Männer und 425 für Frauen), der historische Höchststand in der Zwischenkriegszeit war 1150 Patienten 1924.
Weitere Bauten und Erweiterungen folgten 1880, 1895 (zwei neue Gebäude „A“ und „B“ mit je 300 Betten) bis 1910 (zwei Gebäude „K“ und „K1“ mit je 100 Betten) und in den Jahren 1914 bis 1918 sowie 1938. Zuerst war das Krankenhaus in Kosmonosy lediglich eine Filiale der Prager psychiatrischen Anstalt im Kloster St. Katharina, erst am 1. Juli 1897 verselbständigte es sich und verfügte fortan über eine eigene Verwaltung.

## Die Klinik im Protektorat
Während der Protektoratszeit nach 1939 befand sich die Klinik in einer zwiespältigen Lage. Einerseits verfolgte die Politik des Dritten Reiches das Ziel, alle geistig kranke Patienten zu liquidieren. In der Tat gibt es Berichte (die auf Erinnerungen basieren) über Impfungen der Patienten mit Bazilen mit tödlichen Folgen, Einschränkungen der Essensrationen und Ausbruch der Cholera infolge schlechter hygienischer Verhältnisse am Ende des Krieges (mit einer Sterberate von bis zu zwölf Patienten täglich). Auf der anderen Seite überging die Anstalt am 1. November 1940 unter eine neue deutsche Leitung und bot ihre Kapazitäten zunehmend dem Reichsgau Sudetenland an. Die Anstalt sollte zu einer Sammelstelle für deutsche Geisteskranke werden. Selektierte Patienten sollten wie zuerst geplant in verschiedene Vernichtungslager überführt und in Gaskammern ermordet werden. Dazu kam es dann jedoch nicht, infolge einer Anweisung des stellvertretenden Präsidenten des Landesamtes in Prag wurde der Bestand an deutschen Patienten durch zahlreiche Transporte (Überführungen von außerhalb) sowie Patiententausch mit anderen Anstalten aufgefüllt. Die Anzahl und der Anteil der Ärzte und vor allem der Pfleger blieb jedoch in etwa gleich: für 1942 werden 98 Prozent deutsche Patienten aber nur 17 Prozent deutsches Personal angegeben.
Etwa im Juli 1940, kurz vor der Umwandlung in eine Anstalt nur für deutsche Patienten, wurden in Kosmonosy 400 deutsche Patienten – das heißt 36 Prozent aller Insassen – untergebracht, nach dem Patientetausch waren es im November 1940 bereits 99 Prozent. Mitten während der Kriegsereignisse, im September 1942, nachdem aus Neuruppin weitere 211 Personen eingetroffen waren, erreichte der Stand 1329 Insassen; im August 1943 waren es bereits 1647 und im April 1944 sogar 1655 (die höchste belegte Zahl). Obwohl es später auch Zuzug tschechischer Patienten gab, sank der Anteil deutscher Kranken nie unter 80 Prozent.
Während der Zeit der deutschen Besatzung starben in der Anstalt 2474 Patienten. Die Sterberate war somit mehr als doppelt so hoch wie in der Vorkriegszeit.
Zu erwähnen ist hier ebenfalls die Rolle einiger Ärzte. 1940 übernahm die Leitung der Anstalt der in Böhmen geborene MUDr. Klemens Bergl, der – nach späteren, teilweise widersprüchlichen Aussagen seiner tschechischen Kollegen – als Gutachter für Oberlandrat und die Gestapo sehr vielen tschechischen Gefangenen das Leben rettete; ähnliches wird auch dem ebenfalls 1940 aus Sternberg gekommenen deutschen Arzt Theer nachgesagt.

## Nach 1945
Nach dem Kriegsende befanden sich in der Anstalt in Kosmonosy lediglich rund 200 Personen: deutsche Patienten wurden in psychiatrische Anstalten in Deutschland überführt, was vom Roten Kreuz organisiert und durchgeführt wurde. 1948 befanden sich in dort bereits etwa 400 Klienten. Die meisten wurden in zwei großen Wellen mit einem Zwischenstopp im Psychiatrischen Krankenhaus Dobřany transportiert. Eine Zeitlang herrschte Ärztemangel: 1950 arbeitete in der Anstalt nur ein einziger Arzt, der für zu diesem Zeitpunkt vorhandene 1100 Kranke zuständig war.
Ab den 1970er Jahren wurden die Aufgaben der Anstalt nach und nach erweitert: die Psychotherapie wurde eröffnet, eine Vertrauens-Hotline eingerichtet, die Abteilungen für die Heilung von Neurosen und Persönlichkeitsstörungen etabliert und auch eine Abteilung für Rehabilitation und Resozialisation eröffnet.

## Bezeichnungen
In ihrer Geschichte trug die Anstalt verschiedene Namen:
- ab 1869: Königlich böhmische Landesirrenhaus-Filiale (Královský český zemský ústav filiální pro choroduché) beziehungsweise Königlich böhmische Landes-Irren-Anstalts Filiale zu Kosmanos
- ab 1897 (als selbständige Anstalt): Königlich böhmische Landesirrenanstalt (Královský zemský ústav pro choromyslné v Kosmonosích)
- nach 1918: Zemský ústav pro choromyslné
- 1939–1945: Landesanstalt für Geisteskranke
- nach 1945: Léčebna pro choroby mozku, Státní léčebna psychiatrická Kosmonosy, Okresní odborný ústav - psychiatrická léčebna Kosmonosy, später schließlich Psychiatrická léčebna Kosmonosy (PLK, Psychiatrische Heilanstalt Kosmonosy)
- ab 1. Juli 2013: Psychiatrická nemocnice Kosmonosy (PNK, Psychiatrisches Krankenhaus Kosmonosy).